# The European Invasion – Doom Troopin’ Live
The European Invasion - Doom Troopin' Live – drugi album DVD amerykańskiego zespołu heavymetalowego Black Label Society, wydany w 2006 roku przez wytwórnię Eagle Vision. Materiał znajdujący się na pierwszej płycie został zarejestrowany podczas koncertów w Paryżu i Londynie. Na drugiej płycie znajduje się pięćdziesięciominutowy dokument, nagrany podczas europejskiej trasy Black Label Society, trzy teledyski oraz zapis z kręcenia teledysku do Suicide Messiah.

## Twórcy
- Zakk Wylde - śpiew, gitara
- Nick Catanese - gitara
- James LoMenzo - gitara basowa
- Craig Nunenmacher - perkusja

## Zawartość

### Paris Chapter (koncert w Paryżu)
1. Stoned and Drunk
2. Destruction Overdrive
3. Been A Long Time
4. Funeral Bell
5. Suffering Overdue
6. In This River
7. Suicide Messiah
8. Demise of Sanity
9. Spread Your Wings
10. Solo Acoustic Jam
11. Spoke In The Wheel
12. Fire It Up
13. Stillborn
14. Genocide Junkies

### London Chapter (fragment koncertu w Londynie)
1. Been a Long Time
2. Suicide Messiah
3. Stillborn
4. Genocide Junkies

### Dodatki
- Backstage Pass - dokument, pokazujący codzienne zajęcia członków zespołu podczas trasy koncertowej
- teledyski: Suicide Messiah, Fire It Up, In This River
- nagrywanie teledysku Suicide Messiah